# Операція «Титанік»
Операція «Титанік» (англ. Operation Titanic) — кодова назва спеціальної дезінформаційної операції, проведеної союзниками під час вторгнення в Нормандію.
Головні завдання операції покладалися на спеціальні підрозділи Королівських ВПС, які імітували висадку повітряного десанту на узбережжя Франції.